# 디지털 신호 처리 장치

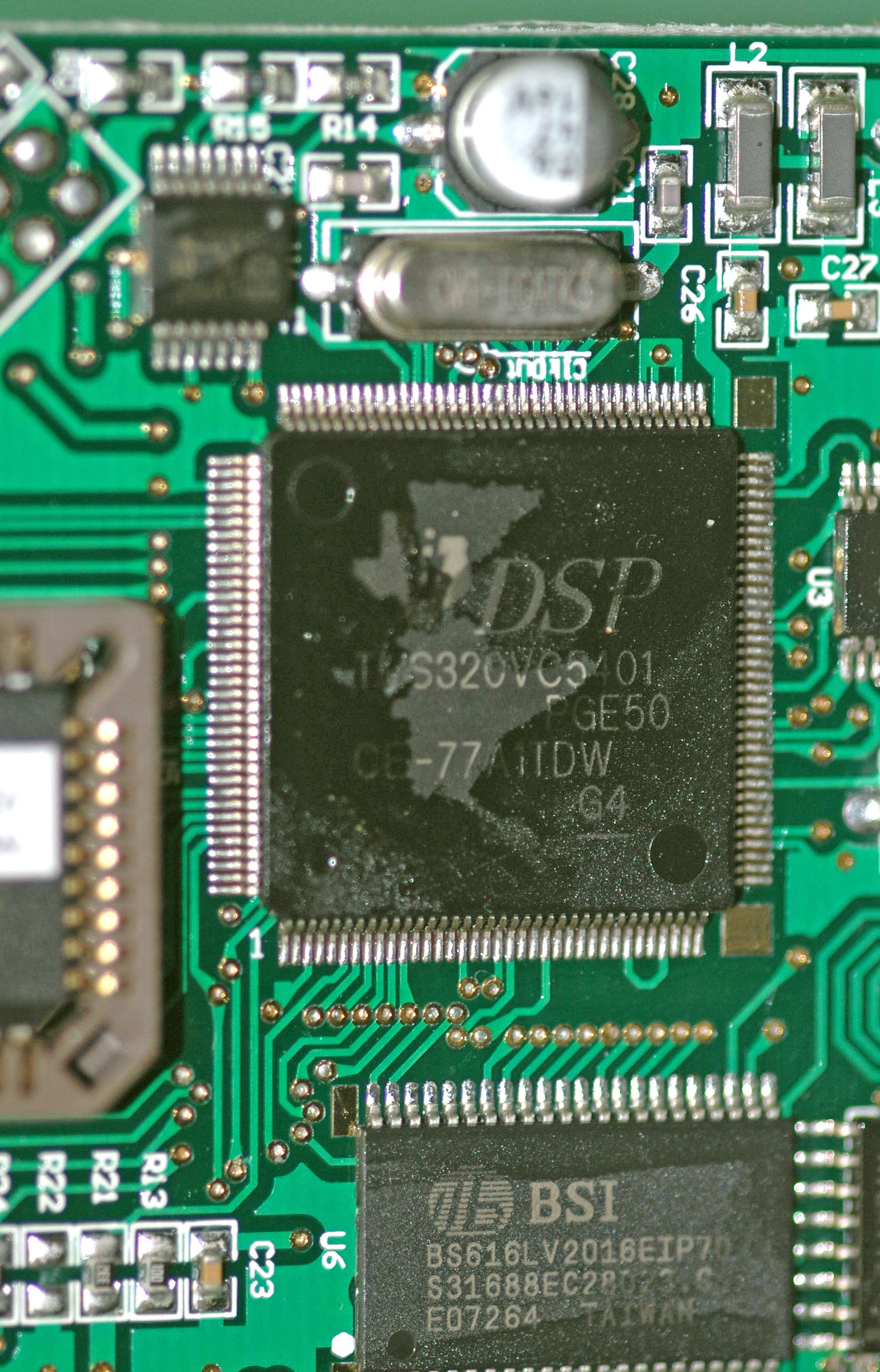
기타 이펙트 유닛에서 볼 수 있는 디지털 신호 처리 장치

디지털 신호 처리 장치(digital signal processor, DSP)는 디지털 신호 처리를 위해 특별히 제작된 마이크로프로세서로 특히 실시간 운영 체제 계산에 사용된다.

## 일반적인 특징
- 실시간 처리를 위한 설계
- 최적의 데이터 스트리밍
- 프로그램과 데이터 메모리를 분리 (하버드 아키텍처)
- SIMD(Single Instruction, Multiple Data) 동작을 위한 특별한 명령어
- 멀티 테스킹을 지원하지 않는 하드웨어 구조
- 호스트 환경인 경우 DMA로서 역할 수행
- 아날로그 신호를 디지털 신호로 변환하고 출력으로 다시 아날로그 신호로 변환

## 아키텍처 특징
디지털 신호 처리는 일반적인 목적의 마이크로프로세스 역할을 수행할 수 있다. 그러나 디지털 신호 처리기의 기능 수행을 빠른 속도로 수행하는 데에 최적인 구조이다. 이런 최적화는 또한 가격을 낮추고, 발열과 전력 소모를 줄이는 중요한 역할을 한다.

## 프로그램 수행
- 부동소수점(Floating-point) 연산을 통합해서 직접 데이터 형태로 처리한다.
- 파이프 라인 구조
- 높은 수준의 병렬 처리(누적하거나 연산 기능)
- 특별한 루핑 하드웨어(Loop Hardware). 낮은 오버헤드 또는 제로 오버헤드 루핑 능력

## 메모리 구조
- 특별한 메모리 구조를 갖는 동시에 여러 데이터를 불러 온 다음 명령을 수행하는 능력
  - 하버드 아키텍쳐
  - 변형 노이만 아키텍처
- DMA 사용
- 메모리 주소를 계산하는 장치

## 같이 보기
- 그래픽 처리 장치
- 시스템 온 칩
- 하드웨어 가속
- 비전 처리 장치
- OpenCL
- 사운드 카드